# Żyły skroniowe powierzchowne

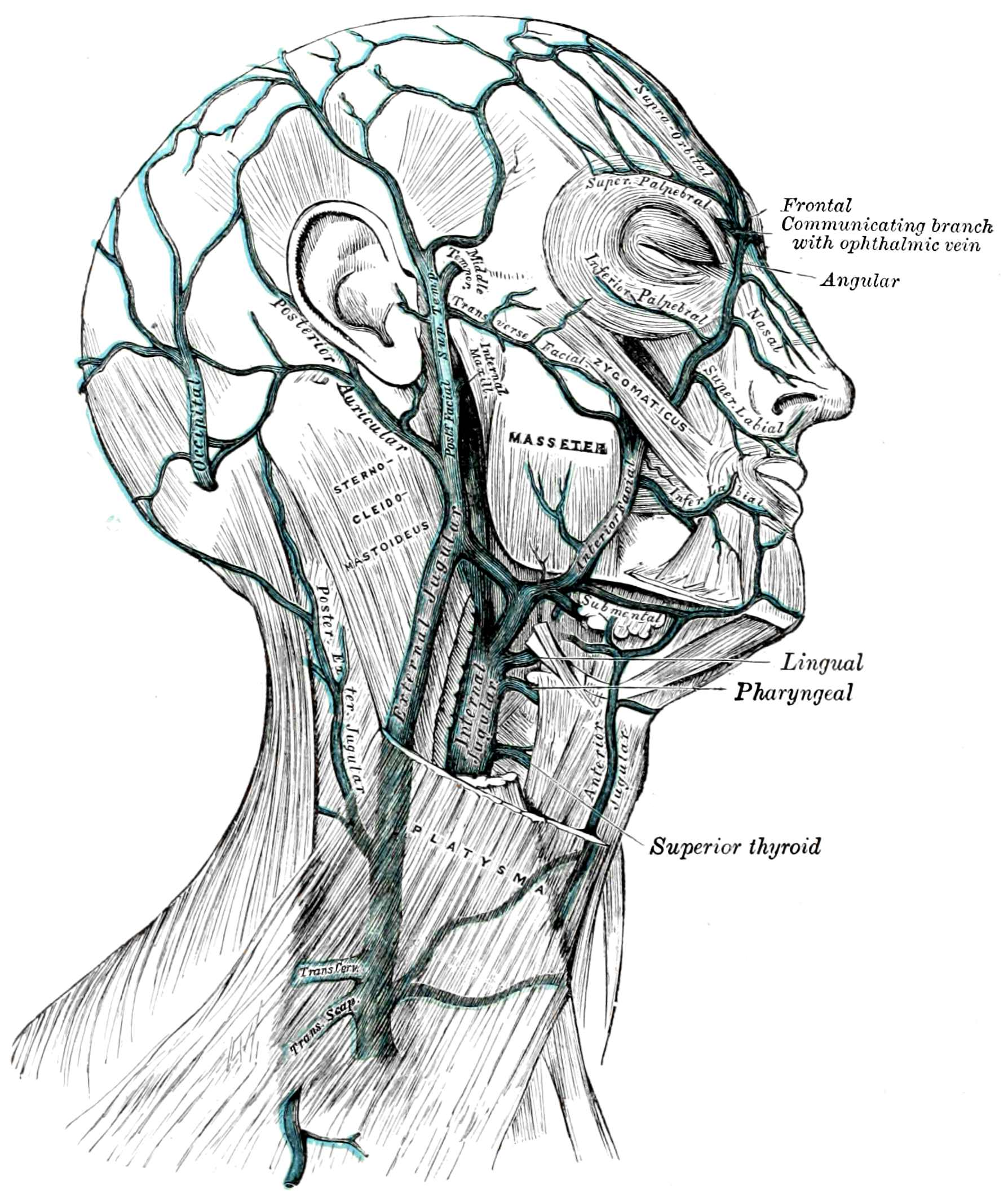
Żyły twarzy i szyi. Żyła skroniowa powierzchowna podpisana Sup. Temp.

Żyły skroniowe powierzchowne (łac. venae temporales superficiales) – w anatomii człowieka żyły głowy powstające w sieci żylnej sklepienia czaszki i odprowadzające krew z całej bocznej powierzchni głowy. Na powięzi skroniowej biegną w dół, z przodu od małżowiny usznej łącząc się w jeden pień, położony tu wzdłuż tętnicy skroniowej powierzchnownej. Na tym poziomie w żyle skroniowej powierzchownej znajduje się zastawka. Również na poziomie małżowiny usznej żyła skroniowa powierzchowna łączy się z żyłą skroniową środkową, a w obrębie miąższu ślinianki przyusznej z żyłami szczękowymi. Z połączenia tych żył powstaje żyła zażuchwowa, otrzymująca także inne dopływy. W obrębie ślinianki przyusznej do żyły skroniowej powierzchownej może wpadać żyła poprzeczna twarzy, w innych przypadkach będąca dopływem żyły zażuchwowej.